# Xã Rush, Quận Scioto, Ohio
Xã Rush (tiếng Anh: Rush Township) là một xã thuộc quận Scioto, tiểu bang Ohio, Hoa Kỳ. Năm 2010, dân số của xã này là 3.171 người.